# اس‌اس هزی
اس‌اس هزی (به انگلیسی: SS Hoxie) یک کشتی بود که طول آن ۳۷۷ فوت (۱۱۴٫۹۱ متر) بود. این کشتی در سال ۱۹۱۸ ساخته شد.